# Gubiny
Gubiny – wieś w Polsce położona w województwie kujawsko-pomorskim, w powiecie grudziądzkim, w gminie Rogóźno, na zachód od trasy linii kolejowej Kwidzyn – Grudziądz.

## Podział administracyjny
W latach 1975–1998 miejscowość administracyjnie należała do województwa toruńskiego.

## Demografia
Według Narodowego Spisu Powszechnego z 2011 roku wieś liczyła 382 mieszkańców. Jest piątą co do wielkości miejscowością gminy Rogóźno.

## Historia, zabytki i komunikacja
W 1342 roku wielki mistrz krzyżacki Ludolf König von Wattzau nadał grunta celem osadzenia wsi na prawie chełmińskim, w 1565 roku wzmiankowany folwark należący do starostwa rogozińskiego. 
Kościół filialny pw. św. Krzyża wzniesiony po 1342 roku, zniszczony, następnie gruntownie przebudowany w latach 1732–1733. Wybudowany w stylu gotyckim, orientowany, salowy, prostokątny. Wykonany z kamienia polnego, ze szczytami i wieżą z cegły w układzie gotyckim. Wystrój wnętrza barokowo-regencyjny z przełomu XVIII/XIX wieku.
Kościół wpisany jest do rejestru zabytków NID pod nrem rej. A/207 z 13.07.1936.
Na terenie wsi znajdują się 2 przystanki autobusowe: Gubiny I oraz Gubiny II na których zatrzymuje się linia autobusowa nr 7.